# Jürgen Schnell (General)
Jürgen Schnell (* 12. März 1935 in Lübeck) ist ein deutscher Generalleutnant a. D. und Militärökonom. Von 1991 bis 1994 war er Stellvertreter des Generalinspekteurs der Bundeswehr und Beauftragter für Reservistenangelegenheiten beim Generalinspekteur. 1995 wurde er Professor für Sicherheits- und Militärökonomie/Streitkräftemanagement an der Universität der Bundeswehr München.

## Leben
Schnell trat 1956 in den Bundesgrenzschutz ein und wechselte noch im gleichen Jahr als Offizieranwärter zur Luftwaffe der Bundeswehr. Nach seiner militärischen Ausbildung war er bis 1966 als Offizier im Truppendienst tätig.
In den Jahren von 1966 bis 1970 erhielt er die Möglichkeit für ein Studium der Betriebswirtschaftslehre an der Ludwig-Maximilians-Universität München, an der er 1973 an der Staatswissenschaftlichen Fakultät mit der Dissertation Zielkonflikte in der betrieblichen Personalpolitik. Ein Beitrag zur Theorie personalpolitischer Entscheidungen zum Dr. rer. pol. promoviert wurde. Zu seinen akademischen Lehrern gehörten Robert Nieschlag und Edmund Heinen.
Zwischen 1970 und 1972 absolvierte er die Generalstabsausbildung an der Führungsakademie der Bundeswehr (FüAkBw). Nach unterschiedlichen Verwendungen in Führungs- und Stabsfunktionen und dem Besuch des Royal College of Defence Studies (RCD) in London wurde er 1984 Kommandeur der Offizierschule der Luftwaffe (OSLw) in Fürstenfeldbruck im Range eines Brigadegenerals. Er nahm diese Aufgabe wahr bis 1986. Anschließend war er, zum Generalmajor befördert, von 1986 bis 1987 Kommandeur des Luftwaffenausbildungskommandos in Köln, von 1987 bis 1989 Chef des Stabes im Führungsstab der Streitkräfte (Fü S) in Bonn und von 1989 bis 1991 stellvertretender Inspekteur der Luftwaffe. Zuletzt war er von 1991 bis 1994 Stellvertreter des Generalinspekteurs der Bundeswehr sowie Beauftragter für Reservistenangelegenheiten der Bundeswehr.
Seit 1995 ist er Honorarprofessor für Sicherheits- und Militärökonomie und Streitkräftemanagement an der Bundeswehr-Universität in München. In dieser Funktion war er auch Gastdozent an der Führungsakademie der Bundeswehr.
Er ist Mitglied der Clausewitz-Gesellschaft. Des Weiteren war er Präsidiumsmitglied der Deutschen Gesellschaft für Wehrtechnik.
Schnell ist verheiratet und Vater von zwei Kindern.

## Schriften (Auswahl)
Schnell veröffentlichte mehrere Beiträge in Sammelbänden u. a.:
- mit Heinz Loquai: Militärorganisation. In: Erwin Grochla (Hrsg.): Handwörterbuch der Organisation (= Enzyklopädie der Betriebswirtschaftslehre. Bd. 2). 2., völlig neu gestaltete Auflage, Poeschel, Stuttgart 1980, ISBN 3-7910-8016-4, S. 1324–1336.
- Was bleibt im Prozess der Wehrreform noch zu tun? Von ungelösten Problemen und unklaren Perspektiven. In: Jörg Calließ (Hrsg.): Die Zukunft der Bundeswehr – die Bundeswehr der Zukunft (= Loccumer Protokolle. 17/00). Evangelische Akademie Loccum, Rehburg-Loccum 2001, ISBN 3-8172-7100-X, S. 129–139.
- Europäische Streitkräfte in ökonomischer Perspektive. In: Werner Hoyer, Gerd F. Kaldrack (Hrsg.): Europäische Sicherheits- und Verteidigungspolitik (ESVP). Der Weg zu integrierten europäischen Streitkräften? (= Forum innere Führung. Bd. 16). Nomos, Baden-Baden 2002, ISBN 3-7890-8150-7, S. 223–237.
- Immaterielle Ressourcen und Vertrauen als kritische Erfolgsgrößen in Streitkräften. In: Robert Buck (Hrsg.): Die Kosten des Friedens. Festschrift zum 80. Geburtstag von Prof. Dr. Günter Kirchhoff. Gesellschaft für Militärökonomie, Dachau 2002, ISBN 3-925042-19-9, S. 149 ff.
- Europäische Streitkräfte in ökonomischer Perspektive. In: Thomas Jäger, Alexander Höse, Kai Oppermann (Hrsg.): Transatlantische Beziehungen. Sicherheit – Wirtschaft – Öffentlichkeit. VS Verlag für Sozialwissenschaften, Wiesbaden 2005, ISBN 3-531-14579-7, S. 157–170.
- Haushalte und Militärbudgets der EU-Mitgliedsstaaten vor dem Hintergrund der gegenwärtig dramatischen Finanzlage – Einspareffekte und Effizienzsteigerung durch eine Europa-Armee?. In: Gerd F. Kaldrack, Hans-Gert Pöttering (Hrsg.): Eine einsatzfähige Armee für Europa. Die Zukunft der gemeinsamen Sicherheits- und Verteidigungspolitik nach Lissabon (= Forum innere Führung. Bd. 34). Nomos, Baden-Baden 2011, ISBN 978-3-8329-6909-7, S. 199 ff.